# 155 Scylla
155 Scylla este un asteroid din centura principală, descoperit pe 8 noiembrie 1875, de Johann Palisa.